# Méré (Yonne)
Méré ist eine französische Gemeinde mit 168 Einwohnern (Stand: 1. Januar 2022) im Département Yonne in der Region Bourgogne-Franche-Comté (vor 2016 Burgund); sie gehört zum Arrondissement  Auxerre und zum Kanton Chablis (bis 2015 Ligny-le-Châtel).

## Geographie
Méré liegt etwa 24 Kilometer ostnordöstlich von Auxerre. Umgeben wird Méré von den Nachbargemeinden Villiers-Vineux im Norden, Carisey im Nordosten, Dyé im Süden und Osten, Maligny im Süden und Südwesten, Ligny-le-Châtel im Westen sowie Varennes im Westen.

## Bevölkerungsentwicklung
| Jahr                      | 1962 | 1968 | 1975 | 1982 | 1990 | 1999 | 2006 | 2013 |
| Einwohner                 | 160  | 170  | 174  | 175  | 179  | 178  | 192  | 173  |
| Quelle: Cassini und INSEE |      |      |      |      |      |      |      |      |

## Sehenswürdigkeiten
- Kirche Saint-Martin aus dem 12. Jahrhundert